# ألبرتو سانشيز (منافس ألعاب قوى)
ألبرتو سانشيز هو منافس ألعاب قوى كوبي، ولد في 2 فبراير 1973.

## وصلات خارجية
- ألبرتو سانشيز على موقع الاتحاد الدولي لألعاب القوى (الإنجليزية)
- ألبرتو سانشيز على موقع أوليمبيديا (الإنجليزية)